# 島根県立大学短期大学部
島根県立大学短期大学部（しまねけんりつだいがくたんきだいがくぶ、英語: The University of Shimane Junior College）は、島根県松江市にある公立短期大学。1953年に島根農科大学女子家政短期大学部として創立、2007年に短期大学として設立された。短大の略称は県短。

## 概観
- 島根県松江市に所在する日本の公立短期大学で、設置主体は公立大学法人島根県立大学。
- 1953年に島根農科大学女子家政短期大学部として開学した島根県立島根女子短期大学が、1995年に開学した島根県立看護短期大学を吸収、合併かつ共学化して2007年に、学科数4、入学総定員310名体制で改めて開学した。初代学長は宇野重昭。
- 旧来の島根県立島根女子短期大学のキャンパスと同一であること、学科の性質も相俟ってか女子学生の割合が多い。
- 当初は島根県松江市の松江キャンパス（北緯35度26分19.9秒 東経133度3分36.1秒 / 北緯35.438861度 東経133.060028度）に、健康栄養学科、保育学科、総合文化学科があり、出雲市の出雲キャンパス（北緯35度23分49.5秒 東経132度46分20.2秒 / 北緯35.397083度 東経132.772278度）に、保健師及び助産師をめざす専攻科が置かれていた。
- 2012年度に出雲キャンパスが島根県立大学に引き渡されたため、旧来の松江市のみキャンパスを置く形となる。
- さらに、2018年に学科改組が行われ、現在は松江キャンパスの保育学科、総合文化学科の2学科の学科構成となっている。
- 現在は、島根県唯一の短期大学として最後の砦を維持している[注 2]。

## 沿革
- 2006年
  - 11月30日 左記を以て文部科学省より短期大学の改編が認可される[1]。
- 2007年
  - 4月1日 以下の学科体制にて島根県立大学短期大学が改めて開学となる[1]。
    - 健康栄養学科 入学定員40名
    - 保育学科 入学定員50名
    - 総合文化学科 入学定員140名
    - 看護学科 入学定員80名

  - 同 専攻科を以下の専攻課程をもって同時に設置する[2]。
    - 地域看護学専攻 入学定員30名
    - 助産学専攻 入学定員15名
- 2011年
  - 4月1日 専攻科助産学専攻の入学定員を15名→18に増員[3]。
  - 同 看護学科の学生募集をこの年度で最終とする[注 3]。
- 2014年
  - 1月 平成26年度大学入試センター試験参加短期大学の1校となる[5]。
- 2015年
  - 1月 平成27年度大学入試センター試験参加短期大学の1校となる[6]。
  - 3月31日 左記を以て看護学科を正式に廃止となる[7]。
  - 4月1日 左記を以て総合文化学科の入学定員を以下の通り変更する[7]。
    - 保育学科 50→40
    - 総合文化学科 140→40
- 2016年
  - 1月 平成28年度大学入試センター試験参加短期大学の1校となる[8]。
- 2017年
  - 4月1日 健康栄養学科の学生募集をこの年度で最終とする[注 4]。
- 2019年
  - 3月31日 健康栄養学科を廃止する[10]。

## 組織

### 学科
- 保育学科 入学定員40名
- 総合文化学科 入学定員40名

#### 過去にあった学科
- 健康栄養学科 入学定員40名[注 5]
- 看護学科 入学定員80名[注 6]

#### 過去にあった専攻科
- 助産学専攻 入学定員18名[3]
- 地域看護学専攻 入学定員30名[3]

### 研究
- 『島根県立大学短期大学部松江キャンパス研究紀要』[13]
- 『島根県立大学短期大学部出雲キャンパス研究紀要 = Bulletin of the University of Shimane Junior College Izumo Campas』[14]ほか

## 主な出身著名人
- ひらかわあや - 漫画家
- 山根万理奈 - シンガーソングライター